# Cleroclytus
Cleroclytus is een kevergeslacht uit de familie van de boktorren (Cerambycidae). De wetenschappelijke naam van het geslacht werd voor het eerst geldig gepubliceerd in 1884 door Kraatz.

## Soorten
Cleroclytus omvat de volgende soorten:
- Cleroclytus banghaasi (Reitter, 1895)
- Cleroclytus francottei Rapuzzi & Sama, 2010
- Cleroclytus gracilis Jakovlev, 1900
- Cleroclytus semirufus Kraatz, 1884